# チーレ数
チーレ数（チーレすう、チール数とも。英: Thiele modulus）は、触媒反応に関する無次元量である。触媒が細孔を持つ球状の粒子で、かつ触媒反応が一次反応の場合、チーレ数 φ は次式で定義される。
{\displaystyle \phi =R{\sqrt {\frac {k}{D_{e}}}}}
- R = 触媒粒子の半径 (m)
- k = 反応速度定数 (1/s)
- De = 反応物の細孔内における拡散係数 (m2/s)

すなわちチーレ数は、触媒粒子内における反応速度と拡散速度の比である。
触媒粒子内において反応物の拡散速度が遅い場合、一般に反応速度は低下する。その場合の反応速度と、拡散の影響が無視できる（拡散が無限大の速度でおきていると考えて差し支えない）場合の反応速度の比を触媒有効係数と呼ぶが、これは、次式のようにチーレ数のみの関数として表されることが知られている。
{\displaystyle \eta ={\frac {3}{\phi }}\left[{\frac {1}{\tanh \phi }}-{\frac {1}{\phi }}\right]}